# Новоалейське
Новоале́йське (рос. Новоалейское) — село у складі Третьяковського району Алтайського краю, Росія. Адміністративний центр Новоалейської сільської ради.

## Населення
Населення — 521 особа (2010; 729 у 2002).
Національний склад (станом на 2002 рік):
- росіяни — 98 %